# Robbie Knops
Robbie Knops (29 november 1982) is een Belgische darter die uitkomt voor de PDC.

## Carrière
Knops wist op de laatste finaledag van de PDC Q-School een tourcard te behalen. Hierdoor maakte hij de overstap naar de PDC, waardoor hij in 2023 en 2024 tegen de top 128 van de PDC order of Merit speelde.